# Hans Zehetmayer
Johann „Hans“ Zehetmayer (* 28. April 1909 in Wien; † ca. 8. Mai 1945 in Brno) war ein österreichischer Amateurboxer, Europameister und Olympiateilnehmer.
Zehetmayer wurde 1930, 1931 und 1932 Staatsmeister im Mittelgewicht und qualifizierte sich als einer von sechs österreichischen Boxern für die vierte Europameisterschaft 1934 in Budapest, wo er die Goldmedaille im Halbschwergewicht gewann. Dabei besiegte er im Viertelfinale Aleksander Reinke aus Estland, im Halbfinale Willy Pürsch aus Deutschland und im Finale Roman Antczak aus Polen. Er ist damit der einzige österreichische Boxer der Geschichte, der je eine Goldmedaille bei einer Amateur-Europameisterschaft gewinnen konnte.
1935 und 1936 wurde er Staatsmeister im Halbschwergewicht und war für die Olympischen Sommerspiele 1936 qualifiziert, wo er als zweitältester Boxer im Mittelgewicht startete. Dort verlor er aber bereits seinen zweiten Kampf gegen den Argentinier Raúl Villarreal.
Er kam um den 8. Mai 1945 in Brno wohl gewaltsam ums Leben.